# Termas Huife
Las termas Huife son unos baños termales ubicados en la comuna de Pucón, en la Región de La Araucanía, Chile.

## Características
Están rodeadas de paisaje de cordillera, teniendo como visual al volcán Villarica y se encuentran próximas al río Liucura, la altura es de 400 metros sobre el nivel del mar. La localidad de Pucón se encuentra a 33 kilómetros de distancia y la ciudad de Temuco a 130 kilómetros. El camino de acceso está asfaltado.
Sus aguas tienen una temperatura entre los 38° y 58° celsius, el pH es de 8,8 a 8,9, las mismas son sulfatadas, alcalinas, cloruradas y carbonatadas, además tienen sodio y potasio, en la terma se aplican barros y algas como técnicas curativas. Son recomendables para problemas de piel, reuma, hipertensión, artritis y cansancio producido por estrés. El lugar ofrece al turista una variedad de recursos, tales como caminatas, cabalgatas y observaciones a la flora y fauna de este rincón chileno.